# Campionato delle nazioni africane 2009
Il Campionato delle nazioni africane 2009 è stata la prima edizione della competizione omonima, che si distingue dalla Coppa delle nazioni africane poiché ogni nazionale può convocare solo calciatori che giocano nel proprio campionato nazionale.
Il torneo si è tenuto in Costa d’Avorio dal 22 febbraio all'8 marzo 2009 e ha visto la partecipazione di 8 squadre.

## Squadre partecipanti
| Zona            | Squadra                    |
| --------------- | -------------------------- |
| Zona Nord       | Libia                      |
| Zona Ovest A    | Senegal                    |
| Zona Ovest B    | Costa d'Avorio (ospitante) |
| Zona Ovest B    | Ghana                      |
| Zona Centro     | RD del Congo               |
| Zona Centro-Est | Tanzania                   |
| Zona Sud        | Zambia                     |
| Zona Sud        | Zimbabwe                   |

## Stadi
| Abidjan                      | Abidjan Bouaké |
| ---------------------------- | -------------- |
| Stade Félix Houphouët-Boigny | Abidjan Bouaké |
| Capienza: 40.000             | Abidjan Bouaké |
|                              | Abidjan Bouaké |
| Bouaké                       | Abidjan Bouaké |
| Stadio Bouaké                | Abidjan Bouaké |
| Capienza: 35.000             | Abidjan Bouaké |
|                              | Abidjan Bouaké |

## Fase a gironi

### Gruppo A
| Pos. | Squadra        | Pt | G | V | N | P | GF | GS | DR |
| ---- | -------------- | -- | - | - | - | - | -- | -- | -- |
| 1.   | Zambia         | 5  | 3 | 1 | 2 | 0 | 4  | 1  | +3 |
| 2.   | Senegal        | 5  | 3 | 1 | 2 | 0 | 1  | 0  | +1 |
| 3.   | Tanzania       | 4  | 3 | 1 | 1 | 1 | 2  | 2  | 0  |
| 4.   | Costa d'Avorio | 1  | 3 | 0 | 1 | 2 | 0  | 4  | -4 |

### Gruppo B
| Pos. | Squadra      | Pt | G | V | N | P | GF | GS | DR |
| ---- | ------------ | -- | - | - | - | - | -- | -- | -- |
| 1.   | Ghana        | 5  | 3 | 1 | 2 | 0 | 6  | 3  | +3 |
| 2.   | RD del Congo | 4  | 3 | 1 | 1 | 1 | 3  | 4  | -1 |
| 3.   | Zimbabwe     | 3  | 3 | 0 | 3 | 0 | 3  | 3  | 0  |
| 4.   | Libia        | 2  | 3 | 0 | 2 | 1 | 1  | 3  | -2 |

## Fase a eliminazione diretta

### Tabellone
|  | Semifinali   | Semifinali   | Semifinali   |              |       | Finale          | Finale          | Finale          |  |
|  |              |              |              |              |       |                 |                 |                 |  |
|  | Ghana        | Ghana        | 1 (7)        |              |       |                 |                 |                 |  |
|  | Ghana        | Ghana        | 1 (7)        |              |       |                 |                 |                 |  |
|  | Senegal      | Senegal      | 1 (6)        |              |       |                 |                 |                 |  |
|  | Senegal      | Senegal      | 1 (6)        |              | Ghana | Ghana           | 0               |                 |  |
|  |              |              |              |              | Ghana | Ghana           | 0               |                 |  |
|  |              |              | RD del Congo | RD del Congo | 2     |                 |                 |                 |  |
|  | Zambia       | Zambia       | RD del Congo | RD del Congo | 2     | 1               |                 |                 |  |
|  | Zambia       | Zambia       |              |              |       | 1               |                 |                 |  |
|  | RD del Congo | RD del Congo | 2            |              |       | Finale 3º posto | Finale 3º posto | Finale 3º posto |  |
|  | RD del Congo | RD del Congo | 2            |              |       |                 |                 |                 |  |
|  |              |              |              |              |       |                 |                 |                 |  |
|  |              |              |              |              |       | Senegal         | Senegal         | 1               |  |
|  |              |              |              |              |       | Senegal         | Senegal         | 1               |  |
|  |              |              |              |              |       | Zambia          | Zambia          | 2               |  |

RD del Congo
(1º titolo)